# Prague 17
Prague 17, officiellement district municipal de Prague (Městská čast Praha 17), est une municipalité de second rang à Prague, en République tchèque.